# Piazza Caracciolo
Piazza Caracciolo è una piazza di Palermo.
La piazza è situata nel quartiere La Loggia o Mandamento Castello a Mare nel centro storico di Palermo, ed è il cuore del mercato della Vucciria.
La piazza venne sistemata dal viceré Domenico Caracciolo nel 1783 anche se non conserva più l'immagine del tempo. Attualmente di giorno conserva l'aspetto storico del mercato essendo completamente riempita dai venditori, specialmente venditori di carne. Di notte muta aspetto e diviene luogo di ritrovo per amanti della musica reggae e rap infatti vengono organizzati concerti a tema.